# Giuseppe Zanardelli
Giuseppe Zanardelli (Bréscia, 29 de outubro de 1826 — Toscolano-Maderno, 26 de dezembro de 1903) foi um político italiano. Ocupou o cargo de primeiro-ministro da Itália entre 15 de fevereiro de 1901 até 3 de novembro de 1903. Ele se formou em direito na Universidade de Pavia como um estudante do Colégio Ghislieri.
Lutando no corpo de voluntários durante a guerra de 1848-1849, participou na campanha do Trentino. Retornou a Bréscia, após a derrota de Novara, e por um certo período, continuou a ensinar direito. Colaborou com o jornal "Il Crepuscolo" com ensaios de economia política.
Em 1859 organizou a insurreição de Bréscia contra o governo austríaco. deputado eleito no mesmo ano, recebeu várias ordens administrativas, mas apenas que participam activamente na carreira política desde 18 de março de 1876, quando a Esquerda Histórica, que tinha sido um expoente de relevo, chegaram ao poder.
Ministro das Obras Públicas do primeiro governo de Agostino Depretis de 1876, demitiu-se por algumas diferenças na gestão dos acordos de transporte ferroviário. Como ministro do Interior no primeiro governo de Benedetto Cairoli de 1878, dirigida a proposta de reforma do direito de voto.
Nomeado ministro da Justiça no quarto governo de Depretis de 1881, ele terminou de escrever o novo Código Comercial e aprovar os regulamentos sobre o trabalho das mulheres e dos menores. Despedido por Depretis em 1883, permaneceu na oposição e deu vida ao Pentarquia, um reagrupamento da esquerda. Em 1887 correu de volta para o oitavo governo Depretis novamente como Ministro da Justiça, permanecendo na mesma posição também no primeiro governo de Francesco Crispi, até 6 de fevereiro de 1891.
Durante este período, iniciou uma reforma do sistema judicial e aprovou o primeiro Código Penal da Itália unida, considerado um dos mais liberais e avançadas do que tinha em vigor naquela época. O código-Zanardelli foi apresentado à Câmara dos Deputados em novembro de 1887, publicada em 22 de novembro de 1888, promulgada em 30 de junho de 1889 e entrou em vigor 1 de janeiro de 1890. Entre outras coisas, a sua iniciativa levou à abolição da pena de morte.
Com a queda do primeiro governo de Giovanni Giolitti, em 1893, tentou incansavelmente Zanardelli, mas sem sucesso, formar um novo gabinete. Eleito presidente da Câmara em 1892 e em 1897, ocupou este cargo até 14 de dezembro de 1897, quando aceitou a pasta da Justiça no quarto governo de Antonio Starabba, mas logo foi forçado a renunciar devido a desavenças com o governo do companheiro Emilio Visconti Venosta sobre as medidas que devem ser tomados para evitar a repetição dos distúrbios milaneses de 1898.
Depois de retornar à presidência da Câmara, mais uma vez deixou o cargo para participar na campanha de obstrução dos anos 1899-1900 contra o projeto de lei sobre segurança pública.
Esta posição valeu-lhe o apoio da extrema esquerda histórica na formação, após a queda do Giuseppe Saracco, um novo governo, que durou 991 dias, a partir de 15 de fevereiro de 1901 até 3 de novembro de 1903.
No entanto, suas precárias condições de saúde não permitiram que ele finalizasse  alguns projetos importantes. O projeto de lei sobre o divórcio, embora tenha sido aprovada pela Câmara, teve de ser retirado pela forte oposição popular.
Despediu-se definitivamente da cena política por causa de uma doença terminal, renunciou ao cargo de primeiro-ministro em 3 de novembro de 1903. Ele morreu pouco mais de um mês depois.